# Arguvan
Arguvan est une ville et un district de la province de Malatya dans la région de l'Anatolie orientale en Turquie.